# Nutrición saprotrófica

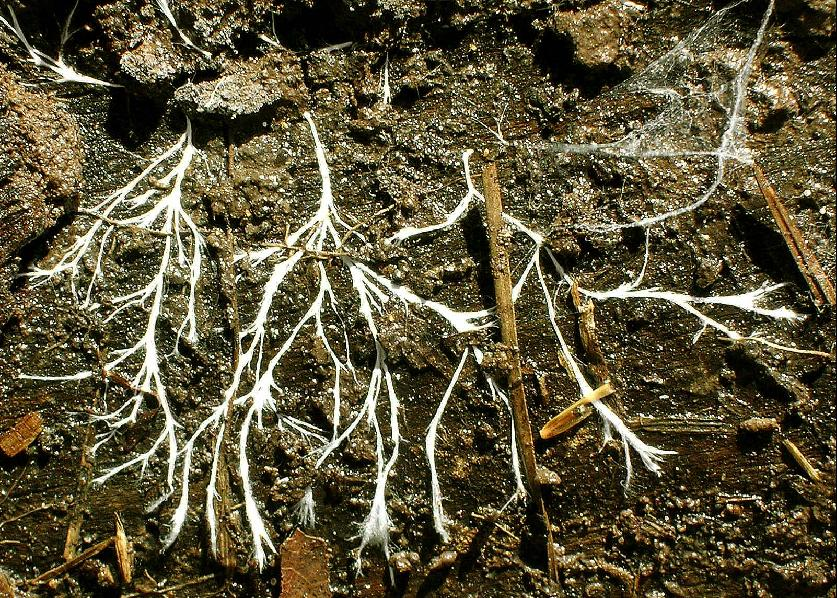
Cordón micelial formado por una colección de hifas; parte esencial en el proceso de nutrición saprotrófica, se utiliza para la ingesta de materia orgánica a través de su pared celular. La red de hifas se denomina micelio, que es fundamental para la nutrición fúngica.

Nutrición saprotrófica o nutrición lisotrófica es un proceso de digestión extracelular quimioheterótrofa involucrado en el procesamiento de materia orgánica descompuesta (muerta o de desecho). Ocurre en saprótrofos y se asocia con mayor frecuencia con hongos (por ejemplo, Mucor) y bacterias del suelo. Los hongos microscópicos saprotróficos a veces se denominan saprobios, mientras que las plantas saprotróficas o la flora bacteriana se denominan saprófitas (sapro- 'material podrido' + -fita 'planta'), aunque ahora se cree que todas las plantas consideradas saprotróficas son, de hecho , parásitos de hongos microscópicos u otras plantas. La mayoría de las veces, el proceso se facilita a través del transporte activo a través de la endocitosis dentro del micelio interno y sus hifas constituyentes.
Varias raíces de palabras relacionadas con materia en descomposición (detritus, sapro-), alimentación y nutrición (-voro, -fago) y plantas o formas de vida (-fita, -obio) producen varios términos, como detritívoro, detritófago, saprotrofo, saprofita, saprófago y saprobio; sus significados se superponen, aunque las distinciones técnicas (basadas en mecanismos fisiológicos) reducen los sentidos. Por ejemplo, se pueden hacer distinciones de uso basadas en la ingestión macroscópica de detritus (como lo hace una lombriz de tierra) versus la lisis microscópica de detritus (como lo hace un hongo).

## Proceso
A medida que la materia se descompone dentro de su medio, el saprotrofo la descompone en sus compuestos.
- Las proteínas se descomponen en sus compuestos de aminoácidos mediante la ruptura de los enlaces peptídicos por las proteasas.[3]
- Los lípidos se descomponen en ácidos grasos y glicerol mediante lipasas.[3]
- Las amilasas descomponen el almidón en fragmentos de disacáridos simples.[3]
- La celulosa, una parte importante de las células vegetales y, por lo tanto, un componente importante de la materia en descomposición, se descompone en glucosa.

Estos productos se reabsorben en la hifa a través de la pared celular por endocitosis y se transmiten a través del complejo de micelio. Esto facilita el paso de dichos materiales por todo el organismo y permite el crecimiento y, si es necesario, la reparación.

### Condiciones
Para que un organismo saprotrófico facilite un crecimiento y reparación óptimos, deben estar presentes condiciones y nutrientes favorables.
1. Presencia de agua: 80–90% de la masa de los hongos es agua, por lo que requieren un exceso de humedad para su absorción debido a la evaporación del agua retenida internamente.
2. Presencia de oxígeno: muy pocos organismos saprotróficos pueden soportar condiciones anaeróbicas.
3. pH neutro-ácido: requieren condiciones neutras o ligeramente ácidas.
4. Temperatura media-baja: La mayoría requieren temperaturas entre 1 °C y 35 °C, con un crecimiento óptimo a 25 °C.

La mayoría de los nutrientes absorbidos por tales organismos deben poder proporcionar carbono, proteínas, vitaminas y, en algunos casos, iones. Debido a la composición de carbono de la mayoría de los organismos, la materia muerta y orgánica proporciona fuentes ricas en azúcares.
Los saprótrofos requieren proteínas combinadas para la creación de proteínas, lo que se ve facilitado por la absorción de aminoácidos del suelo. Aunque tanto los iones como las vitaminas son raros, la tiamina o los iones como el potasio, el fósforo y el magnesio ayudan al crecimiento del micelio.